# Catálogo Índice
El Catálogo Índice (en inglés Index Catalogue), cuyo verdadero nombre es Catálogo Índice de Nebulosas y Cúmulos de Estrellas (en inglés Index Catalogue of Nebulae and Clusters of Stars), es un catálogo de galaxias, nebulosas y cúmulos estelares que sirve de suplemento al Nuevo Catálogo General. Fue publicado por primera vez en 1895, y lista unos 5.386 objetos, denominados Objetos IC.
El catálogo fue compilado por J. L. E. Dreyer en la década de 1880, quien lo publicó como dos apéndices (IC I & IC II) del Nuevo Catálogo General. Contiene los descubrimientos de galaxias, cúmulos y nebulosas comprendidos entre 1888 y 1905.

## Otros catálogos astronómicos
- Catálogo Gum
- Catálogo RCW
- Nuevo Catálogo General
- Catálogo Messier
- Catálogo Caldwell
- Catálogo de Galaxias Principales
- Nuevo Catálogo General Revisado
- Catálogo Sharpless